# 이수중학교
이수중학교(梨水中學校)는 대한민국 서울특별시 서초구 방배동에 있는 강남 8학군 공립 중학교이다.

## 학교 연혁
- 1982년 1월 7일 : 이수중학교 설립 인가
- 1982년 1월 22일 : 초대 신정식 교장 취임
- 1982년 3월 2일 : 신입생 입학식 (남 9학급, 여 3학급)
- 1982년 9월 21일 : 개교식
- 1985년 2월 25일 : 제1회 졸업식 (남 625명, 여 280명)
- 2014년 3월 1일 : 자유학기제 연구학교 운영
- 2021년 3월 1일 : 제14대 이재효 교장 취임
- 2023년 1월 5일 : 제39회 졸업(남 138명 6학급) 총 졸업생 16,865명 (남 15,494명, 여 1,371명)
- 2023년 3월 2일 : 신입생 입학식 (남 168명 7학급)

## 참고 자료
- 이수중학교 - 한국교육학술정보원 학교알리미